# Омар Бонго
Ел Хадж Омар Бонго Ондимба (на френски: El Hadj Omar Bongo Ondimba), роден като Албер-Бернар Бонго (на френски: Albert-Bernard Bongo) (30 декември 1935 – 8 юни 2009), е президент на Габон от 1967 до 2009 г. Той е държавният глава, който най-дълго е управлявал в Африка и е на 7-мо място по продължителност на политическата кариера в света.
Омар Бонго е роден под името Албер-Бернар Бонго в Льоуе (днешен Бонговил) и е член на малцинственото племе батеке, живеещо по границата с Република Конго; избран е за вицепрезидент (на президента Леон М'ба) през март 1967 г. и става президент след смъртта на М'ба на 28 ноември 1967 г. Бонго приема исляма през 1973 г. и сменя името си на Ел Хадж Омар Бонго. През 2003 г. добавя фамилията Ондимба.
През 1968 г. той създава Демократическа партия на Габон, единствена политическа партия в страната в продължение на 22 години. Бонго е твърд противник на многопартийната политика, но серия стачки и демонстрации в началото на 90-те години води до узаконяването на опозиционни партии. Бонго управлява, без да бъде избран, 26 години – до 1993 г. Тогава са първите избори в страната, окачествени от самия него като честни и свободни въпреки взаимните обвинения с опозицията за купуване на гласове и измами. През 2003 г. парламентът ратифицира закон, с който е премахната клаузата, ограничаваща президента до два седемгодишни мандата. В изборите през 2005 г. Бонго отново е обявен за победител със 79,2% от гласовете.
Френско полицейско разследване разкрива през 2007 г., че лидерите на Габон, Република Конго и Екваториална Гвинея и техните семейства притежават десетки банкови сметки и домове в богати парижки квартали и на Ривиерата. Френски съдия започна разследване дали президентите на три африкански страни, производителки на петрол, са използвали присвоени държавни средства, за да си купят луксозни къщи и коли.
- Омар Бонго с президента на Русия Владимир Путин, 24 април 2001
- Омар Бонго с президента на САЩ Джордж Уокър Буш, 26 май 2004
- Омар Бонго с президента на САЩ Джордж Уокър Буш, 26 май 2004